# Georgiy Tsybulnikov
Georgiy Tsybulnikov (em russo:  Георгий Цыбульников, ?, 21 de novembro de 1966) é um ex-canoísta russo especialista em provas de velocidade.

## Carreira
Foi vencedor da medalha de bronze em K-4 1000 m em Atlanta 1996, junto com os seus colegas de equipa Oleg Gorobiy, Sergey Verlin e Anatoly Tishchenko.